# Basen Eromanga
Basen Eromanga (ang. Eromanga Basin) – jurajsko-kredowy intrakratoniczny basen sedymentacyjny o powierzchni około 1 mln km², położony na terenie wschodniej, centralnej i północnej Australii. Stanowi największą część Wielkiego Basenu Artezyjskiego.
Basen Eromanga zbudowany jest ze skał osadowych jury i kredy, głównie powstałych w wyniku akumulacji rzecznej lub jeziornej. Jest w nim tylko jedna seria utworów morskich, związanych z zajmującym obszar basenu w okresie barrem – cenoman morzem Eromanga. Miąższość skał wypełniających basen Eromanga dochodzi do 3000 m (wg danych służby geologicznej Australii miąższość sięga 4000 m). Są to głównie skały klastyczne: piaskowce, mułowce i iłowce. Stwierdzono też wkładki węgli, a w serii morskiej niewielki udział wapieni. W skałach basenu rozpoznano złoża ropy naftowej. Podłoże basenu tworzą skały paleozoiku oraz triasu.
Skały basenu Eromanga występują na części terytoriów następujących dzisiejszych jednostek administracyjnych: Australia Południowa, Nowa Południowa Walia, Queensland oraz Terytorium Północne.